# Martifer Group
Die Martifer Group ist ein ursprünglich portugiesisches Unternehmen, heute eine multinationale Gruppe mit dem Schwerpunkt Metallbau und erneuerbaren Energien, die weltweit mehr als 3.000 Mitarbeiter beschäftigt. Martifer SGPS S.A., das Holdingunternehmen der Martifer Group, wird seit Juni 2007 an der Euronext Lissabon gehandelt.
Der Umsatz betrug 606 Mio. Euro (im Jahr 2009), davon 85 Prozent auf der Iberischen Halbinsel und fast fünfzehn Prozent in Zentraleuropa. 55 Prozent des Umsatzes werden im Metallbau erzielt, der Rest im Bereich erneuerbare Energien, darunter Windkraft und Biotreibstoffe unter dem Markennamen prio.
Zusammen mit der indischen Suzlon Energy hat es im Jahr 2007 die Mehrheit des deutschen Windenergieanlagenherstellers REpower AG erworben und hält diese nunmehr zusammen mit der französischen Firma AREVA unter der unternehmerischen Führung von Suzlon.
Martifer ist folgendermaßen strukturiert: Martifer Metallkonstruktionen (Stahlstrukturen, Aluminium und Edelstahl), Energiesysteme (Windenergie, Biodiesel und Erforschung von Wellenenergie), Solarenergie und RE Developer.
Im Bereich Metallbau von Brücken, Sportstadien, Industriegebäuden, Flughafengebäuden, Einkaufszentren ist das Unternehmen das größte auf der Iberischen Halbinsel und auch in Mittel- und Osteuropa aktiv.
Im Jahr 2007 verteilte sich der Umsatz wie folgt auf die Bereiche:
- 296 Mio. Euro: Martifer Metallic Construction (Metallbau, Metallbearbeitung vor allem Stahl, Aluminium, Edelstahl)
- 114 Mio. Euro: Martifer Energy Systems (Bau von Windparks, Photovoltaikparks und Herstellung von Komponenten Windkraftanlagen etc.)
- 122 Mio. Euro: prio (Anbau von Ölfrüchten und Getreide (vor allem in Rumänien und Portugal), Extraktion von Pflanzenöl, Herstellung von Biodiesel)
- 82 Mio. Euro: Martifer Solar (Projektierung und Betrieb von Windparks, Herstellung von Solarpanelen in Deutschland, Portugal und Spanien, Osteuropa und Photovoltaikanlagen, Expansion ins Wasserkraftgeschäft in Portugal)

Im November 2010 hat Martifer ein Joint-Venture-Projekt mit dem kalifornischen Unternehmen Silverado Power über Photovoltaik-Abschlüsse bekanntgegeben. Die Verträge über 113 MWp umfassen neun Projekte sauberer Energie für Südkalifornien in der Nähe großer Stromleitungen. Es wird tausenden von Haushalten mittels eines Vertrages über 20 Jahre mit Southern California Edison (SCE) saubere Energie geboten. Das Geschäft ist Teil eines wachsenden Portfolios von Projekten mit mehr als 400 MW Netzgröße von Martifer Solar und Silverado Power, die sich in den USA in Entwicklung befinden.

## Geschichte
Gegründet wurde die Firma 1990 in Oliveira de Frades, Mittelportugal, von den beiden Brüdern Carlos Martins und Jorge Martins. Das Unternehmen, bei der Gründung mit 18 Mitarbeitern gestartet, beschäftigte im Jahr 2009 weltweit 3.000 Mitarbeiter. Tochterunternehmen gibt es in Spanien (1999), Polen (2003), Rumänien (2005), Tschechische Republik (2005), Slowakei (2005), Deutschland (2005), Brasilien (2006) und Angola (2006).